# Wegmans LPGA
Wegmans LPGA to jeden z najdłużej rozgrywanych aktywnych turniejów golfowych organizowanych przez LPGA Tour. Od samego początku rozgrywany jest na tym samym polu golfowym Locust Hill Country Club w Pittsford, Nowy Jork, USA.
Z wyjątkiem dwóch pierwszych lat turniej planowany był jako impreza czterorundowa, także w 1996 kiedy to z powodu deszczu odbyły się tylko trzy rundy.
Całość przychodów uzyskanych przez organizatorów turnieju zasila edukacyjne organizacje charytatywne działające w regionie.
Obecną mistrzynią jest Koreanka Jiyai Shin, która triumfowała z przewagą siedmiu uderzeń nad najbliższymi rywalkami.
Rekord największej liczby wygranych w turnieju dzierży Patty Sheehan, która triumfowała czterokrotnie w latach 1989, 1990, 1992 oraz 1995.

## Zwyciężczynie
| Data                 | Mistrzyni           | Wynik                 | Przewaga    | 2. miejsce                                               |
| -------------------- | ------------------- | --------------------- | ----------- | -------------------------------------------------------- |
| 28 czerwca 2009(dts) | Jiyai Shin          | -17 (65-68-67-71=271) | 7 uderzeń   | Kristy McPherson, Yani Tseng                             |
| 22 czerwca 2008(dts) | Ji Eun-hee          | -16 (70-71-64-67=272) | 2 uderzenia | Suzann Pettersen                                         |
| 24 czerwca 2007(dts) | Lorena Ochoa        | -8 (69-71-67-73=280)  | dogrywkaa   | Kim In-kyung                                             |
| 25 czerwca 2006(dts) | Jang Jeong          | -13 (69-70-66-70=275) | 1 uderzenie | Julieta Granada                                          |
| 19 czerwca 2005(dts) | Lorena Ochoa        | -15 (67-69-72-65=273) | 4 uderzenia | Paula Creamer                                            |
| 27 czerwca 2004(dts) | Kim Saiki-Maloney   | -14 (66-69-68-71=274) | 4 uderzenia | Kim Mi-hyun, Rosie Jones                                 |
| 22 czerwca 2003(dts) | Rachel Hetherington | -11 (69-68-72-68=277) | 4 uderzenia | Lorena Ochoa                                             |
| 23 czerwca 2002(dts) | Karrie Webb         | -12 (64-72-72-68=276) | 1 uderzenie | Kim Mi-hyun                                              |
| 10 czerwca 2001(dts) | Laura Davies        | -9 (68-68-69-74=279)  | 3 uderzenia | Maria Hjorth, Wendy Ward                                 |
| 11 czerwca 2000(dts) | Meg Mallon          | -8 (74-67-72-67=280)  | 2 uderzenia | Wendy Doolan                                             |
| 13 czerwca 1999(dts) | Karrie Webb         | -8 (75-67-68-70=280)  | 1 uderzenie | Cindy Schreyer                                           |
| 1 czerwca 1998(dts)  | Rosie Jones         | -9 (74-69-64-72=279)  | 2 uderzenia | Juli Inkster                                             |
| 24 czerwca 1997(dts) | Penny Hammel        | -9 (71-70-70-68=279)  | 1 uderzenie | Dottie Pepper, Nanci Bowen, Tammie Green                 |
| 23 czerwca 1996(dts) | Dottie Pepper       | -10 (69-66-71=206)    | 2 uderzenia | Annika Sörenstam                                         |
| 18 czerwca 1995(dts) | Patty Sheehan       | -10 (73-66-69-70=278) | 4 uderzenia | Sherri Steinhauer                                        |
| 19 czerwca 1994(dts) | Lisa Kiggens        | -15 (67-69-71-66=273) | 1 uderzenie | Dawn Coe-Jones                                           |
| 20 czerwca 1993(dts) | Tammie Green        | -12 (74-69-63-70=276) | 1 uderzenie | Patty Sheehan                                            |
| 28 czerwca 1992(dts) | Patty Sheehan       | -19 (70-65-63-71=269) | 9 uderzeń   | Nancy Lopez                                              |
| 2 czerwca 1991(dts)  | Rosie Jones         | -12 (69-69-72-66=276) | 2 uderzenia | Brandie Burton, Danielle Ammaccapane                     |
| 24 czerwca 1990(dts) | Patty Sheehan       | -17 (72-64-68-67=271) | 4 uderzenia | Amy Alcott                                               |
| 4 czerwca 1989(dts)  | Patty Sheehan       | -10 (68-73-66-71=278) | dogrywkab   | Ayako Okamoto                                            |
| 12 czerwca 1988(dts) | Mei-Chi Cheng       | -1 (71-77-66-73=287)  | dogrywkac   | Nancy Lopez, Patty Sheehan                               |
| 28 czerwca 1987(dts) | Deb Richard         | -8 (66-69-73-72=280)  | 2 uderzenia | Amy Alcott, Laurie Rinker, Lori Garbacz, Shirley Furlong |
| 22 czerwca 1986(dts) | Judy Dickinson      | -7 (74-69-68-70=281)  | 1 uderzenie | Pat Bradley                                              |
| 16 czerwca 1985(dts) | Pat Bradley         | -8 (74-67-67-72=280)  | 2 uderzenia | Nancy Lopez                                              |
| 22 lipca 1984(dts)   | Kathy Whitworth     | -7 (73-68-71-69=281)  | dogrywkad   | Rosie Jones                                              |
| 26 czerwca 1983(dts) | Ayako Okamoto       | -6 (68-71-67-76=282)  | dogrywkae   | Donna White, Kathy Whitworth                             |
| 27 czerwca 1982(dts) | Sandra Haynie       | -12 (72-68-69-67=276) | 6 uderzeń   | Hollis Stacy, Nancy Lopez                                |
| 28 czerwca 1981(dts) | Nancy Lopez         | -7 (74-69-71-71=285)  | 2 uderzenia | Pat Bradley                                              |
| 29 czerwca 1980(dts) | Nancy Lopez         | -9 (73-67-72-71=283)  | 1 uderzenie | Pat Bradley                                              |
| 17 czerwca 1979(dts) | Jane Blalock        | -12 (69-70-69-72=280) | 6 uderzeń   | Alice Ritzman                                            |
| 18 czerwca 1978(dts) | Nancy Lopez         | -5 (72-73-69=214)     | 2 uderzenia | Debbie Massey, Jane Blalock                              |
| 10 lipca 1977(dts)   | Pat Bradley         | -6 (75-68-70=213)     | 2 uderzenia | Carol Mann, JoAnne Carner, Kathy Whitworth               |

a Ochoa pokonała Kim robiąc para na drugim dołku dogrywki.
b Sheehan pokonała Okamoto robiąc para na pierwszym dołku dogrywki.
c Cheng pokonała Lopez robiąc birdie na drugim dołku dogrywki.
d Whitworth pokonała Jones robiąc para na pierwszym dołku dogrywki.
e Okamoto pokonała White i Whitworth robiąc birdie na trzecim dołku dogrywki.

## Historia
| Data                   | Miejsce zawodów          | Pula nagród | Nagroda za 1. miejsce |
| ---------------------- | ------------------------ | ----------- | --------------------- |
| 25-28 czerwca 2009     | Locust Hill Country Club | $2.000.000  | $300.000              |
| 19-22 czerwca 2008     | Locust Hill Country Club | $2.000.000  | $300.000              |
| 21-24 czerwca 2007     | Locust Hill Country Club | $1.800.000  | $270.000              |
| 22-25 czerwca 2006     | Locust Hill Country Club | $1.800.000  | $270.000              |
| 16-19 czerwca 2005     | Locust Hill Country Club | $1.500.000  | $225.000              |
| 24-27 czerwca 2004     | Locust Hill Country Club | $1.500.000  | $225.000              |
| 19-22 czerwca 2003     | Locust Hill Country Club | $1.200.000  | $180.000              |
| 20-23 czerwca 2002     | Locust Hill Country Club | $1.200.000  | $180.000              |
| 7-10 czerwca 2001      | Locust Hill Country Club | $1.000.000  | $150.000              |
| 8-11 czerwca 2000      | Locust Hill Country Club | $1.000.000  | $150.000              |
| 10-13 czerwca 1999     | Locust Hill Country Club | $1.000.000  | $150.000              |
| 28-31 maja 1998 a      | Locust Hill Country Club | $700.000    | $105.000              |
| 19-22 czerwca 1997     | Locust Hill Country Club | $600.000    | $90.000               |
| 20-23 czerwca 1996     | Locust Hill Country Club | $600.000    | $90.000               |
| 15-18 czerwca 1995     | Locust Hill Country Club | $550.000    | $82.500               |
| 16-19 czerwca 1994     | Locust Hill Country Club | $500.000    | $75.000               |
| 17-20 czerwca 1993     | Locust Hill Country Club | $500.000    | $75.000               |
| 25-28 czerwca 1992     | Locust Hill Country Club | $400.000    | $60.000               |
| 30 maja-2 czerwca 1991 | Locust Hill Country Club | $400.000    | $60.000               |
| 21-24 czerwca 1990     | Locust Hill Country Club | $400.000    | $60.000               |
| 1-4 czerwca 1989       | Locust Hill Country Club | $300.000    | $45.000               |
| 9-12 czerwca 1988      | Locust Hill Country Club | $300.000    | $45.000               |
| 25-28 czerwca 1987     | Locust Hill Country Club | $300.000    | $45.000               |
| 19-22 czerwca 1986     | Locust Hill Country Club | $255.000    | $38.250               |
| 13-16 czerwca 1985     | Locust Hill Country Club | $255.000    | $38.250               |
| 19-22 lipca 1984       | Locust Hill Country Club | $200.000    | $30.000               |
| 23-26 czerwca 1983     | Locust Hill Country Club | $200.000    | $30.000               |
| 24-27 czerwca 1982     | Locust Hill Country Club | $200.000    | $30.000               |
| 25-28 czerwca 1981     | Locust Hill Country Club | $125.000    | $18.750               |
| 26-29 czerwca 1980     | Locust Hill Country Club | $125.000    | $18.750               |
| 14-17 czerwca 1979     | Locust Hill Country Club | $100.000    | $15.000               |
| 16-18 czerwca 1978     | Locust Hill Country Club | $75.000     | $11.250               |
| 8-10 lipca 1977        | Locust Hill Country Club | $75.000     | $11.000               |

a faktycznie turniej z powodu deszczowej pogody zakończył się we wtorek 2 czerwca 1998

### Zmiany nazwy
- 1977-1978: Bankers Trust Classic
- 1979-1981: Sara Coventry
- 1982-1997: Rochester International
- 1998-2002: Wegmans Rochester International
- 2003-2005: Wegmans Rochester LPGA
- 2006-teraz: Wegmans LPGA